# Ауді Філд
«Ауді Філд» (англ. Audi Field) — футбольний стадіон у місті Вашингтон, Округ Колумбія, США, домашня арена ФК «Ді Сі Юнайтед».